# UNAFF
Филмски фестивал Удружења Уједињених нација (енгл. United Nations Association Film Festival, UNAFF) је међународни филмски фестивал документарног филма. Основала га је  1998. године Јасмина Бојић, филмска критичарка и професорка међународних односа на Универзитету Стaнфорд. Фестивал се континуирано одржава од 1998. године и постао је један од најстаријих фестивала искључиво документарног филма у СAД.

## Историја
Професорка Јасмина Бојић основала је фестивал 1998. године у част 50. годишњице Универзалне декларације о људским правима, на тај начин повезујући њено искуство филмског критичара и њен рад на Универзитету Станфорд. Од тада је овај фестивал порастао и заслужио поштовање публике и филмских стваралаца због своје независности и интегритета. Многи  учесници фестивала касније су освојили бројне награде и признања. Међу њима има 8 добитника Оскара и 36 номинованих за Оскар за најбољи документарни филм. Часопис Мувимејкер (енгл. MovieMaker) двапутa је уврстио фестивал у 25 најбољих фестивала. Такође, фестивал је освојио престижну награду Ерл Имс (енгл. Earl Eames Award) за иновативно комбиновање нових технологија са традиционалним медијима. Као признање за десетогодишњицу постојања фестивала, добијена је и наградa Благо заједнице (енгл. Community Treasure Award) од председника Универзитета Станфорд за допринос у промовисању дијалога и образовања о различитим културама. Од 2000. године фестивал је проширена на Фестивал путујућег филма (енгл. UNAFF Traveling Film Festival) који се одржава током целе године у сарадњи са огранцима фестивла у САД, универзитетима, другим филмским фестивалима и друштвеним организацијама широм САД и иностранства. Филмови се бирају између филмова приказаних на годишњем фестивалу. До сада се фестивал путујућег филма одржавао у: Белвју, Берклију, Бостону, Берлингтону, Кембриџу, Чапел Хилу, Чикагу, Дејвису, Денверу, Дараму, Фрајбургу, Хонолулуу, Хјустону, Ла Кросу, Лас Вегасу, Лос Анђелесу, Мајамију, Монтереју, Њу Хејвену, Њујорку, Филаделфији, Солт Лејк Ситију, Сан Дијегу, Санта Крузу, Саратоги, Севастопољу, Сономи, Вашингтону, Вокиша, и међународно у Абу Дабију, Београду, Крањској Гори, Паризу, Пном Пену и Венецији. Фестивал се 2020. године  први пут одржао онлајн због околности насталих услед КОВИД-а.

## О фестивалу
Фестивал је међународни и окупља документарне филмове који се баве људским правима и социјалним питањима. И поред тога што фестивал подржава циљеве Уједињених нација, он је независан пројекат по питању финансија и управљања. Сваке године фестивал има фокус на одређену тему. То укључује образовање, глобализацију, здравље, животну средину, одрживост, избеглице, рат и мир. Процес пријаве филма почиње у јануару, а процес селекције се одвија током јуна сваке године. Процес селекције је прилично конкурентан (за 2020. годину, од 600 пријављених и прегледаних филмова од стране жирија, било је одабрано само 60). Током фестивала одржавају се форуми и дискусије са стручњацима о темама људских права као и социјалним питањима. Фестивал се одржава сваке године у октобру у Пало Алту, Ист Пало Алту, Сан Франциску и на Универзитету Станфорд, у трајању од око 11 дана.

## Награде
Филмски фестивал има жири у коме је посвећена група људи из различитих сфера живота и старосних група, састављена како од филмских стручњака и академика тако и од чланова заједнице, студената и заинтересованих професионалаца, који прегледају пријављене филмове и одлучују који ће бити приказани у октобру текуће године. Постоји следећих шест основних награда:
- срп. 
- срп. 
- срп. 
- срп. 
- срп. 
- срп. 